# Mitzi Ruhlmann
Mitzi Ruhlmann actriz australiana, más conocida por haber interpretado a Rabbit en la serie australiana Home and Away.

## Biografía
Mitzi nació el 17 de noviembre de 1998 en Australia.

## Carrera
Mitzi apareció para un comercial para Canon Copiers y en un pequeño cortometraje llamado The Umbrella donde interpretó el personaje de Alex.
Su primer papel importante en la televisión lo obtuvo en 2010 cuando se unió al elenco de la exitosa serie australiana Home and Away donde interpretó a Rabbit hasta ese mismo año luego de que se revelara que Rabbit en realidad era parte de la imaginación de Miles Copeland y que era su hija Amber "Rabbit" Copeland de cinco años que había fallecido años atrás junto a su madre mientras los tres se encontraban de vacaciones.
En 2012 apareció como invitada en la serie de baile Dance Academy donde interpretó a Maddie.

## Filmografía

### Series de televisión
| Año             | Serie         | Personaje               | Notas                     |
| --------------- | ------------- | ----------------------- | ------------------------- |
| 2018 - presente | Reckoning     | -                       | miniserie                 |
| 2015            | Hiding        | Elicia                  | 7 episodios               |
| 2014            | The Code      | Missy Wisham            | 5 episodios               |
| 2012            | Dance Academy | Maddie                  | episodio "Rescue Mission" |
| 2011            | SLiDE         | Annabel                 | 2 episodios               |
| 2010            | Home and Away | Amber "Rabbit" Copeland | 33 episodios              |

### Películas
| Año  | Título            | Personaje | Notas                                                                 |
| ---- | ----------------- | --------- | --------------------------------------------------------------------- |
| 2016 | Boys in the trees | Romany    |                                                                       |
| 2013 | Handyman          | Penny     | corto - junto a Les Hill, Susan Prior y Odessa Young                  |
| 2012 | Yardbird          | Ruby      | corto - junto a Wade Briggs, Luke Elliot, James Malcher y Matt Callan |

### Apariciones
| Año  | Programa | Notas                      |
| ---- | -------- | -------------------------- |
| 2010 | Sunrise  | episodio del 15 de febrero |